# Ghost Lake
Ghost Lake (no Brasil: O Retorno dos Mortos) é um filme norte americano do gênero terror lançado em 2004. Teve a música composta e foi escrito e dirigido por Jay Woelfel.

## Sinopse
Rebecca Haster se culpa pela morte de seus pais e decide passar algum tempo sozinha no chalé de seus pais em Rushford Lake. Lá ela conhece Stan James na estrada e dá uma carona para o estranho. Mais tarde, eles se tornam amigos, enquanto Rebecca vê eventos sobrenaturais com pessoas afogadas no lago. Enquanto procura os acidentes na biblioteca, ela descobre que mortes misteriosas acontecem no local a cada treze anos.

## Elenco
- Tatum Adair — Rebecca Haster
- Timothy Prindle — Stan James
- Azure Sky Decker — Flora / Saundra Tompson
- Chuck Franklin — Doutor Bloch
- Gregory Lee Kenyon — Xerife Dobbs
- Linda Brown — Ruth Haster